# Kliclo
 (mars 2018).
Kliclo est une artiste plasticienne vivant à Paris. Ses œuvres, dans le courant néo-expressionniste, traitent de mémoire par la trace, usant du reste, du résidu et du yiddish pour représenter l’absence et le silence.

## Biographie
À Nancy, l'artiste étudie l'histoire de l'art, puis les arts plastiques à l’université Paris VIII-Vincennes. Enseignements de dessin, peinture et abstraction avec Henri Goetz, de gravure avec Max Papart , et de sémiologie et techniques mixtes avec Joël Kermarrec.
L'œuvre de Kliclo se singularise par la représentation du vide et de l’absence en utilisant des restes témoins : derniers murs  et derniers pavés, poussière d’oxyde et lettres brûlées, amas de noms et temps arraché. Reconnue pour ses installations géantes de « pellicules » : longues bandes de toiles de dix mètres peintes à l’instar de pellicules de film qu’elle expose dans les festivals de cinéma et cinémathèques par centaines de mètres.

## Expositions personnelles (sélection)

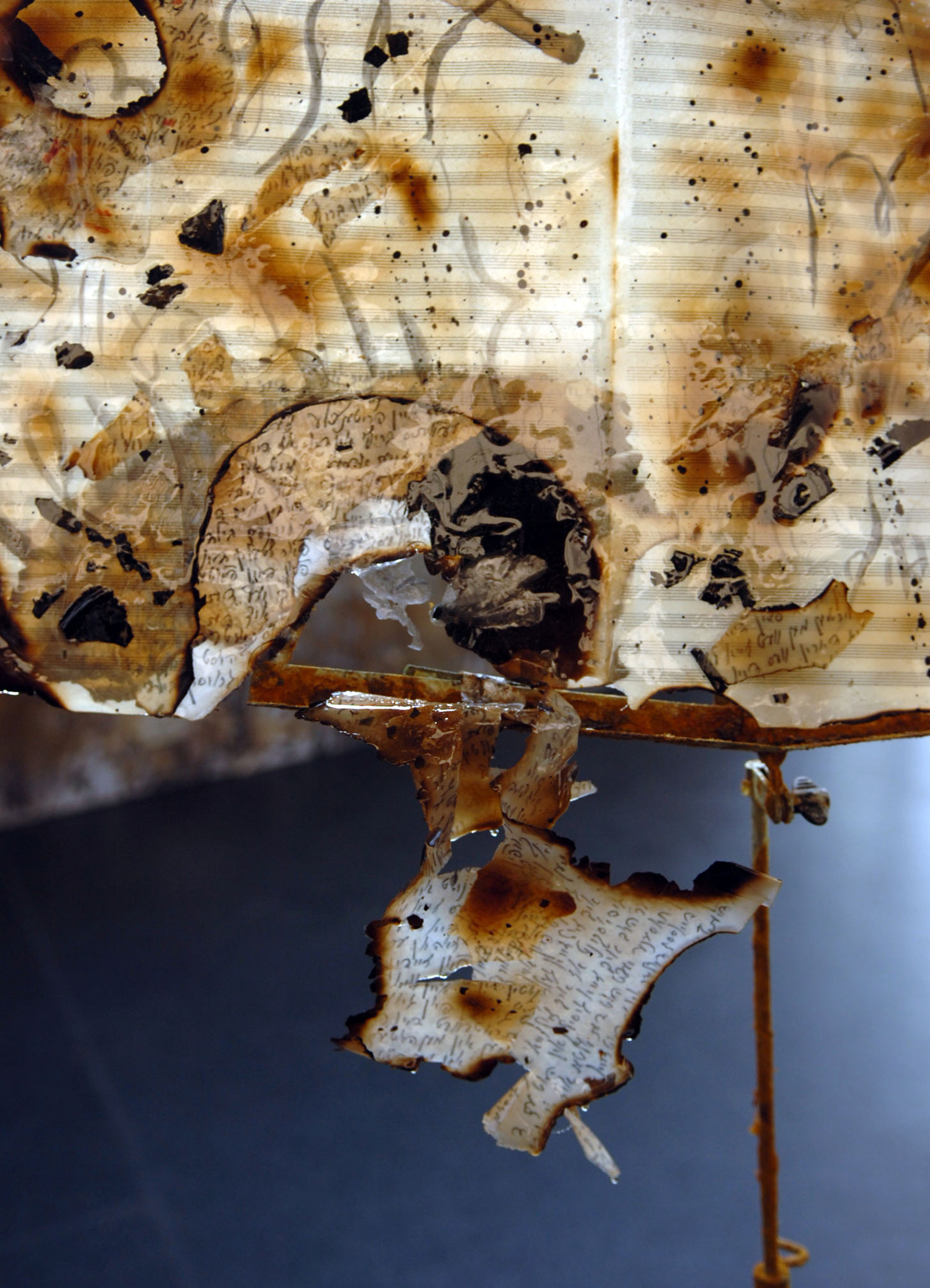
L'installation "Les partitions de vent" (détail), 2013. Papier brûlé, résine, objets trouvé (pupitre)

- 2018 : De 18 à 18... La roue tourne[11] - Mairie du 13ème Paris
- 2017 : Balades en roues libres, Espace Saint-Jean, Melun [12]
- 2017 : Galerie Marie-Laure de l'Ecotais - Paris 6ème
- 2012 : Mon Atlantide, Salle Lucie Aubrac, de Montmorency, Val-d'Oise[13]
- 2010 : L'Apostrophe Scène nationale, Cergy-Pontoise et Val-d'Oise[14]
- 2008 : Galerie am Storchenturm - Berlin
- 2003 : Cercle Bernard Lazare Paris, Centre culturel[15]
- 2002 : Centre Culturel Rachi Paris - Rétrospective

## Installations (sélection)
- 2016 : Cinémathèque de Tel-Aviv - Installation Films
- 2015 : L'écume des pages - Paris 6ème - Installation Films
- 2013 : Les Partitions de vent, Espace "9Cube", la mairie du 9ème arrondissement de Paris
- 2008 & 2013 : Colloques Actuel de la Shoah, École normale supérieure, Paris
- 2006 : Institut universitaire de formation des maîtres (IUFM), Paris[16]
- 1995 : Festival du film de Genève - Performance : réalisation et installation d’un "film" sur toile

## Expositions collectives (sélection)
- 2016 : La Biennale d'art contemporain de Cachan 2016 [17]
- 2006 : Koï Nobori Centre Culturel Japonais Paris XIème
- 1996 : X artistes du Xème, Mairie du 10ème arrondissement de Paris
- 1992 : Exposition universelle de 1992, Séville, Pavillon de France

## Acquisitions & Collections
- Bibliothèque nationale de France
- Musée du mémorial Yad Vashem Jérusalem
- Éditions Filipacchi, Paris
- L'Apostrophe Scène nationale, Cergy-Pontoise

## Distinctions
- 2004 : Lauréate du Prix Les Voies de la Réussite, Assemblée nationale[18]